# Petit Papa Noël
 Petit Papa Noël  (= “Piccolo Babbo Natale”) è una celebre e moderna canzone natalizia francese, scritta da Raymond Vinci (autore del testo) ed Henri Martinet (autore della melodia) e il cui interprete originale è il cantante e attore Tino Rossi, che la eseguì per la prima volta nel 1946 nel film Destins di Richard Pottier

Il brano di Tino Rossi è stato in seguito ripubblicato più volte (anche postumo): si tratta del disco più venduto di sempre in Francia.
Come accaduto per altre moderne canzoni natalizie, il brano è diventato poi quasi un “classico” ed è stato tradotto in varie lingue ed inciso anche da altri interpreti.

## Storia e testo
La canzone con la stessa musica, ma con il testo diverso era stata composta da Xavier Lermercier per un'operetta di Emile Audiffred che veniva rappresentata all'Odeon di Marsiglia nel 1944. Il testo era una preghiera di un figlio che chiedeva a Babbo Natale che facesse tornare suo padre, che era prigioniero di guerra in Germania.
Dietro la richiesta del suo manager Émile Audiffred e del compositore Henri Martinet, Raymond Vincy aveva riscritto il testo, cancellando ogni riferimento alla guerra. In particolare per il ritornello Vincy si era ispirato l'opera "Tiebe Paiom" ("Noi cantiamo a te") di Dmytro Stepanovyč Bortnjans'kyj, una musica della liturgia ortodossa russa del XIX secolo.
La nuova versione fu eseguita per la prima volta nel 1946 da Tino Rossi nel film di Richard Pottier.
Il testo parla della preghierina che, in un'innevata Vigilia di Natale, alcuni bambini rivolgono a Babbo Natale prima di andare a letto, ovvero quella di non dimenticarsi di distribuire i regali: un bambino, in particolare, chiede al Père Noël, secondo la tradizione francese, di depositare qualche dono accanto alla sua scarpetta (soulier).

## Versioni in altre lingue
- Esperanto: Avĉjeto Frosto
- Tedesco: Wann kommst du, Weihnachtsmann?  (lett. “Quando arrivi, Babbo Natale?”)

## Cover
Cover del brano di Tino Rossi sono state realizzate, tra gli altri, da:
- Roberto Alagna
- Dalida (1960)
- Boney M (1981)
- Céline Dion (inserita nell'album  Céline Dion chante Noël  del 1981 e pubblicata anche come singolo)
- Céline Dion con Alvin and the Chipmunks (A Very Merry Chipmunk, 1994)
- Henri Dès
- Dorothée
- Thierry Gali
- Chantal Goya
- Josh Groban
- Holtermann String Quartet
- Claudia Jung (1996)
- Jack Lantier
- Raymond Lefèvre
- Bébé Lilly
- Mireille Mathieu
- Nana Mouskouri (1971)
- Nicole (1994)
- Pinocchio & Marilou
- Rondò Veneziano (in Sinfonia di Natale del 1995 e nel 2001)
- Walter Scholz
- Rhoda Scott
- Daniela Simmons (2006)
- The Smorfs
- Jean Yves Thebaut
- Michèle Torr (1977)
- Roch Voisine